# Dystrykt Nipissing
Dystrykt Nipissing (ang. Nipissing District) – jednostka administracyjna kanadyjskiej prowincji Ontario. Ośrodkiem administracyjnym jest North Bay.
Powierzchnia dystryktu wynosi 16 986,2 km². Zamieszkany jest przez 84 716 osób (2021, wzrost o 1,9% w stosunku do 2016). 66,9% mieszkańców dystryktu posługuje się jedynie językiem angielski, 0,9% jedynie francuskim, zaś 32,1% oboma oficjalnymi językami Kanady.

## Podział administracyjny
W skład dystryktu wchodzą:

### Miasta (city)
- North Bay

### Miasta (town)
- Mattawa

### Gminy (municipalities)
- East Ferris
- Nipissing Ouest
- Temagami

### Gminy (township)
- Bonfield
- Calvin
- Chisholm
- Mattawan
- Papineau-Cameron
- South Algonquin